# Inning am Ammersee
Inning am Ammersee,  Inning a. Ammersee – miejscowość i gmina w Niemczech, w kraju związkowym Bawaria, w rejencji Górna Bawaria, w regionie Monachium, w powiecie Starnberg. Leży około 18 km na północny zachód od Starnberga, nad jeziorem Ammersee, przy autostradzie A96 i drodze B471.

## Dzielnice
- Arzla
- Bachern
- Buch
- Inning am Ammersee
- Schlagenhofen
- Stegen

## Demografia
Dane o ludności z 31 grudnia 2008:
| Opis                                | Ogółem | Ogółem | Kobiety | Kobiety | Mężczyźni | Mężczyźni |
| ----------------------------------- | ------ | ------ | ------- | ------- | --------- | --------- |
| Jednostka                           | osób   | %      | osób    | %       | osób      | %         |
| Populacja                           | 4269   | 100    | 2140    | 50,13   | 2129      | 49,87     |
| Wiek przedprodukcyjny (0–17 lat)    | 812    | 19,02  | 347     | 8,13    | 465       | 10,89     |
| Wiek produkcyjny (18–65 lat)        | 2651   | 62,1   | 1379    | 32,3    | 1272      | 29,8      |
| Wiek poprodukcyjny (powyżej 65 lat) | 806    | 18,88  | 414     | 9,7     | 392       | 9,18      |

## Polityka
Wójtem gminy jest Werner Röslmair z FBB, wcześniej urząd ten obejmował Georg Glas, rada gminy składa się z 16 osób.
|      | CSU | SPD | FW | Zieloni | FBB | Razem |
| 2008 | 5   | 1   | 3  | 4       | 2   | 16    |
| 2002 | 5   | 2   | 3  | 3       | 3   | 16    |